# Torre Gallina
La Torre Gallina, també anomenada Torre Bruguera o Puigpardines, era una casa fortificada del terme municipal de Vidreres (Selva), actualment en ruïnes.

## Història
La primera notícia documental és del 1338, quan Albert de Cortada va fer reconeixement de feu a Bernat, vescomte de Cabrera, per la seva força o casa de Bruguera. El 1413, la torre pertanyia a Francesca de Puiggalí, i el 1443 al militar Berenguer i Hug de Puigpardines, que va servir al rei Joan II durant la Guerra Civil catalana.
Posteriorment, el propietari era Bernat de Puigpardines, resident a Camallera, succeït per la seva filla Elisabet, que el 1539 es casà amb Joan de Villena, notari d'Ullastret entre 1533 i 1554. L'hereva del matrimoni fou Magdalena de Villena i de Puigpardines, casada amb Francesc Santceloni. La seva filla Maria Santceloni i de Villena es va casar amb Josep Miró, resident a Ullastret, i el 1590 vengueren la torre amb les terres de conreu, el bosc i els censos a Jeroni Llorens, teixidor de lli del Perelló (Vilablareix) per 330 lliures.
La família Llorens, que posteriorment foren botiguers de Girona, va conservar la torre menys d'un segle, ja que el 1672 era propietat de Joan Baltasar March de Jalpí i de Colomer, doctor en medicina i ciutadà honrat de Barcelona. Aquest fou succeït pel seu fill Joan Bernat March de Jalpi i de Tragó, i aquest pel seu fill Joan
Francesc March de Jalpí-Tragó i de Gelabert, que vivia a Figueres i abans a Hostalric. El succeí el seu fill Fèlix March de Jalpí-Tragó i de Berenguer, casat amb Francesca de Clota i d'Anglí i domiciliat a Barcelona. El 1803, la seva filla Maria Antònia de Jalpí i de Maranyosa es va casar amb el gironí Francesc Salvador de Delàs i de Taurinyà (1778-1864), II baró de Vilagaià.

## Descripció
Es troba a prop de la carretera C-63 pel sud i el camí de Vidreres a Lloret de Mar pel nord, i actualment només en queden alguns trossos de paret escampats en un bosc proper.
Els senyors de la torre tenien domini directe sobre el mas Pla de Bruguera (actualment Gruart), el mas Ponsgrau, part del mas Bruguera del Pla (actualment Can Tonet) i d'altres actualment derruïts: el mas Olives  i el mas Fuster (a prop del mas Ponsgrau), el mas Palín o Llana (a prop del mas Riera), i el mas Aixida i el mas Torre (a prop del mas Raig), així com drets sobre diverses peces de terra, que en total suposaven 337 vessanes.